# صموئيل لوميس
صموئيل لوميس (بالإنجليزية: Samuel Loomis)‏ هو شخصية أعمال أمريكي، ولد في 1748، وتوفي في 1814.